# ITunes Session (minialbum Kelly Clarkson)
iTunes Session – drugi minialbum amerykańskiej piosenkarki Kelly Clarkson. Wydany został przez wytwórnię płytową RCA w dniu 23 grudnia 2011 roku w Australii, a w Stanach Zjednoczonych i Wielkiej Brytanii cztery dni później. W Stanach Zjednoczonych album sprzedał się w 13,000 ilości kopii i dotarł do 85. miejsca na liście Billboard 200.

## Lista utworów
1. "Mr. Know It All" – 3:33
2. "Stronger (What Doesn't Kill You)" - 3:24
3. "You Can't Win" - 3:50
4. "Never Again" - 4:03
5. "Since U Been Gone" - 3:10
6. "Why Don't You Try" - 4:15
7. "My Life Would Suck Without You" - 3:08
8. "I'll Be Home for Christmas" - 2:53
9. Wywiad (Interview) - 35:17

## Single
- "I'll Be Home for Christmas" to świąteczny singel Kelly, który zadebiutował na 93. miejscu na liście Billboard Hot 100, sprzedając się w 24 grudnia w liczbie 24 000 kopii. Singel notowany był też na liście Holiday Songs, gdzie dotarł do 16. pozycji, a w Hot Digital Songs do 61. miejsca[4].